# Östen
Östen este o arie protejată (arie de protecție specială avifaunistică — SPA) din Suedia întinsă pe o suprafață de 1.475,4 ha, integral pe uscat.

## Localizare
Centrul sitului Östen este situat la coordonatele 58°33′46″N 13°55′12″E / 58.5627°N 13.92°E.

## Înființare
Situl Östen a fost declarat arie de protecție specială avifaunistică în martie 1996 pentru a proteja 33 de specii de animale.

## Biodiversitate
Situată în ecoregiunea boreală, aria protejată nu include niciun habitat protejat.
La baza desemnării sitului se află mai multe specii protejate de  păsări (33): pescăruș albastru (Alcedo atthis), rață pitică (Anas crecca), rață fluierătoare (Anas penelope), gârliță mare (Anser albifrons), gâscă de semănătură (Anser fabalis), ciuf de câmp (Asio flammeus), buhai de baltă (Botaurus stellaris), Branta leucopsis, fugaci mic (Calidris minuta), erete de stuf (Circus aeruginosus), erete vânăt (Circus cyaneus), cristeiul de câmp (Crex crex), Cygnus columbianus bewickii, lebădă de iarnă (Cygnus cygnus), ciocănitoare neagră (Dryocopus martius), șoim de iarnă (Falco columbarius), Gallinago media, cufundar polar (Gavia arctica), cocor (Grus grus), sfrâncioc roșiatic (Lanius collurio), sitar de mal nordic (Limosa lapponica), ferestraș mic (Mergus albellus), vultur pescar (Pandion haliaetus), viespar (Pernis apivorus), notatița cu ciocul subțire (Phalaropus lobatus), bătăuș (Philomachus pugnax), ploier auriu (Pluvialis apricaria), corcodel-urechiat (Podiceps auritus), cresteț pestriț (Porzana porzana), pescăriță mare (Sterna caspia), chiră de baltă (Sterna hirundo), Sterna paradisaea, fluierar de mlaștină (Tringa glareola).